# Tsuga sieboldii
Tsuga sieboldii (тсуґа південнояпонська, яп. ツガ) — вид хвойних рослин родини соснових.

## Поширення, екологія
Країни проживання: Японія (Хонсю, Кюсю, Сікоку); Республіка Корея. Це велике дерево (до 25 м) росте на пагорбах і горах на висотах між (100 -?) 400 м і 1500 м над рівнем моря. Росте на різних ґрунтах, отриманих з гранітних або вулканічних порід. Клімат вологий помірний, з річною кількістю опадів між 1000 мм і 2000 мм, зима порівняно м'яка. Tsuga sieboldii зазвичай асоціюється з хвойними, такими як Abies firma, Pseudotsuga japonica, Chamaecyparis obtusa, Cryptomeria japonica, Pinus densiflora, Pinus parviflora, Sciadopitys verticillata і з широколистими деревами, наприклад, Stewartia monadelpha, Distylium racemosum і Trochodendron aralioides. Рідко росте в чистих поселеннях.

## Морфологія

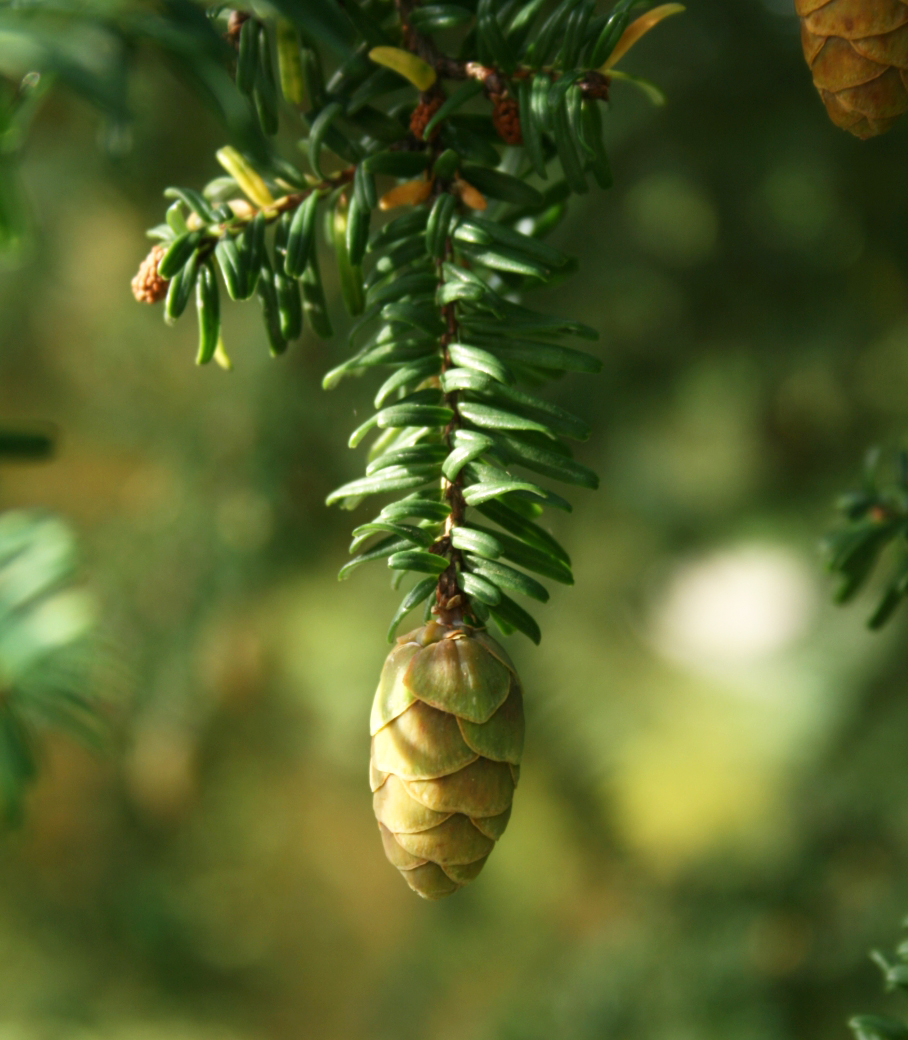

Дерева до 30 м заввишки і 250 см діаметра на рівні грудей, із зазвичай одним прямим або зігнутим стовбуром і широко конічною кроною яка стає нерівною і часто з плоскою вершиною з віком. Кора темно-сіра, груба, луската, утворюючи чотирикутні пластини. Листки нерівної довжини: 10-15 × 2-2,5 мм, з тупою або виїмчастою вершиною, сплющені, світло-зелені. Пилкові шишки 3-5 мм, жовті. Насіннєві шишки сидячі, кулясті, коли відкриті (16 -) 20-25 (-30) мм завдовжки, 14-20 мм завширшки, зелені, після дозрівання блідо-коричневі. Насіння розміром 2-3 × 1,5 мм з довгастими світло-коричневими крилами 5-6 × 3 мм.

## Використання
Деревина використовується в основному для конструкції, столярних виробів та меблів. Росте менш рясно, ніж Tsuga diversifolia і тому не використовується у таких великих масштабах як джерело для паперової балансової деревини. Як декоративне дерево його вирощують в японських садах і парках, територіях храму, а також у великих горщиках. Цей вид був завезений до Європи (Нідерланди) в 1850 році і все ще знаходиться в культивуванні на обох сторонах Північній Атлантики, але рідко. Повільно росте і часто робиться чагарниковим, розлогим деревом з густою кроною.

## Загрози та охорона
Вигляд був сильно вирубаний у минулому, особливо в північних нижньої висоти місцях. У центральній частині Японії, число оленів зростає, і вони їдять молодняк, а також можуть призвести до пошкодження дорослих дерев. Цей вид присутній у ряді охоронних територій. 